# ياكوفليف ياك-27
ياكوفليف ياك-27 (تسميها الناتو بـتورتش-سي، الشعلة) هي عائلة من الطائرات السوفياتية الأسرع من الصوت التي وضعت في عام 1958 بتطوير طراز ياك-121 النموذجية. والنسخة التي كانت الأكثر إنتاج البديلة التكتيكية هي طراز ياك-27R (لقب تعريف الناتو "المانجروف").

## نسخ من الطائرة
ياك 27
طائرة اعتراضية أسرع من الصوت المستمدة من طراز ياك-121 المسلحة بمدفعينعياز 30 ملم.  لم تدخل الخدمة.
ياك 27 أف
تعديل من ياك-27أر مع كاميرات تلفزيونية في جسم الطائرة الخلفي.
ياك 27كي (ياك-27كي-8)
طائرة اعتراضية مسلحة بصاروخين  كي-8. لم تدخل الخدمة.
ياك 27أر
طائرة استطلاع تكتيكية الأكثر إنتاج إذ بني حوالي 180 طائرة.

## المشغلون
- القوات الجوية السوفيتية

## المواصفات (ياك-27R)
الخصائص العامة
- الطاقم: one, pilot
- الطول: 18.55 m (60 ft 10 in)
- باع الجناح: 11.82 m (38 ft 9 in)
- الارتفاع: 4.05 m (ft)
- مساحة الجناح : 28.94 m² (ft²)
- الوزن فارغة: kg (lb)
- الوزن محملة: kg (lb)
- وزن الإقلاع الأقصى: 13,600 kg (30,000 lb)
- محرك الطائرة: 2 × تومانسكي أر.دي-9 , 37.2 kN (8,360 lbf) الواحد

الأداء
- السرعة القصوى: 1,285 km/h (803 mph)
- مدى (طائرة): 2,380 km (1,488 miles)
- سقف الخدمة: 16,550 m (54,284 ft)
- معدل الصعود: 95 m/s (ft/min)
- حمولة الجناح: kg/m² (lb/ft²)

التسليح